# Maros-parti kalandpark
A Maros-parti kalandpark egy Makón, a Maros folyó árterében elhelyezkedő aktív kikapcsolódást lehetővé tevő pihenőhely.
A makói önkormányzat 2009-ben sikeresen pályázott a Maros-part vonzerejének növelésére, közvetve tehát a Maros-parti strand felújítására, korszerűsítésére. Fele részt pályázati, fele részt saját forrásból – összesen 177 millió 655 ezer 980 forintból nyílt lehetősége a városnak a korábban főként csak a helyiek által használt, 1970-es években kiépült üdülőtelep felújítására. A 2011-re elkészült fejlesztések a következők: új főbejáratot kapott a strand (porta és büféépület), öltözők és tusolók létesültek, röplabda- és tengópályákat, valamint tusolókat is kialakítottak. Átadták az úszóműves csónakkikötőt és csónakházat, sólyapálya is létesült. A valódi vonzerejét a pihenőhelynek azonban kétségtelenül a kalandpark és a Maroson átívelő canopy-pálya jelenti.
A gyermekek és felnőttek által is látogatható kalandpark különböző nehézségű elemit az ártér fáira rögzítették; a Maros esetleges kiöntése esetén azok leszerelhetőek, az árhullám levonulása után pedig visszahelyezhetőek. A 19 játékelemet tartalmazó gyermekpálya a talajhoz közelebb, a 25 játékelemből összeálló felnőttváltozat 3-4 méter magasságban található, utóbbi használatához védősisakra és biztosító hevederre is szükség van. A kalandpálya biztonságos használatára szakképzett felügyelők vigyáznak. A kalandpályához sziklamászó fal is tartozik.
A canopy-pálya egy, a Maros makói és kiszombori partját összekötő 159 méteres drótkötélpálya; különlegessége, hogy Magyarországon csak itt található folyó fölött átívelő canopy-pálya. A felújított strand létesítményei közül utolsóként, 2011 októberében átadott létesítmény két, megközelítőleg tíz méter magas acéltoronyból, valamint a közéjük kifeszített egyenként 160 méter hosszú drótkötelekből áll. A csigák segítségével történő átsiklás a gravitációt használja ki: az érkezési pont alacsonyabban van a kiindulásinál.

## Galéria

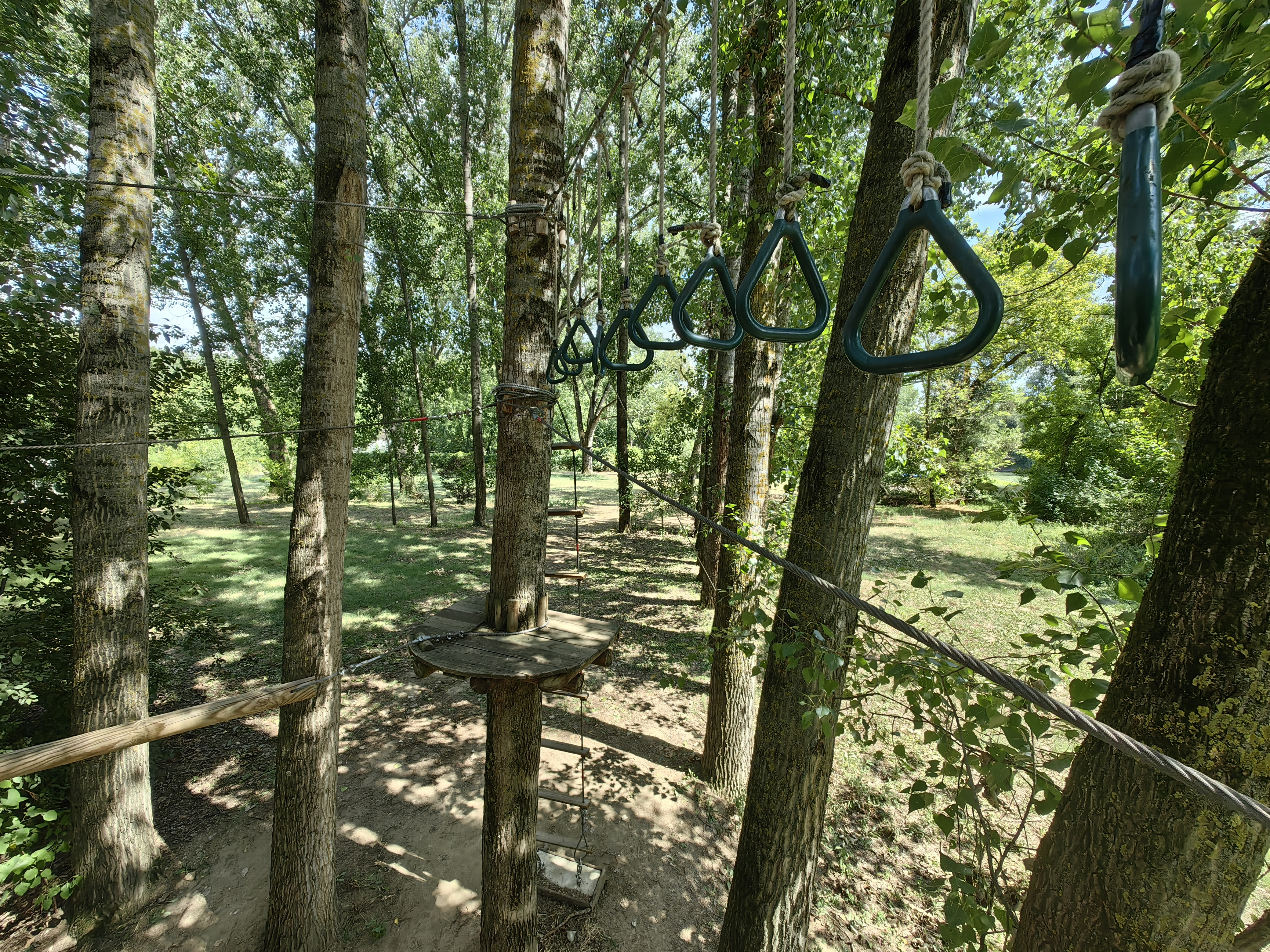
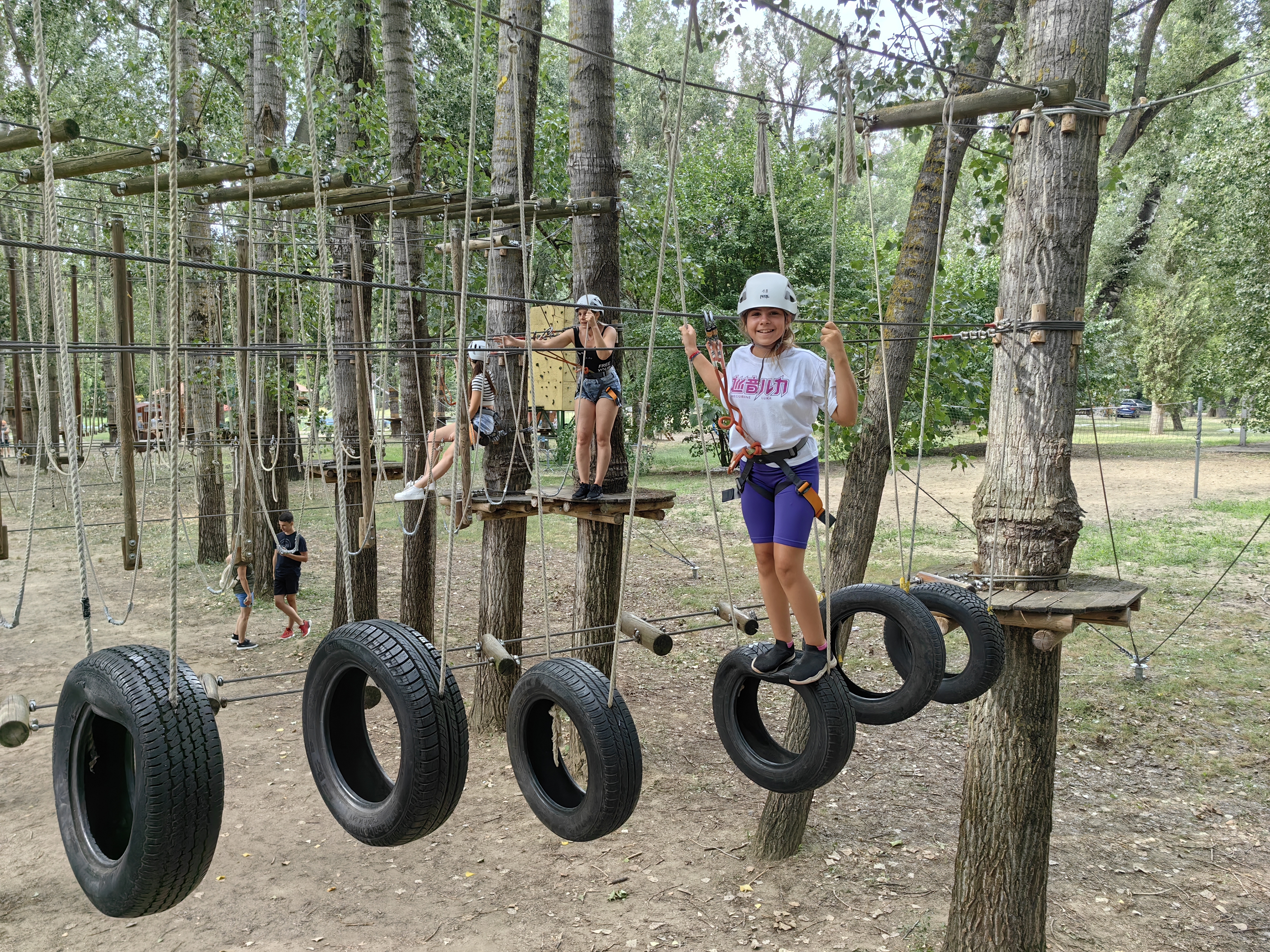
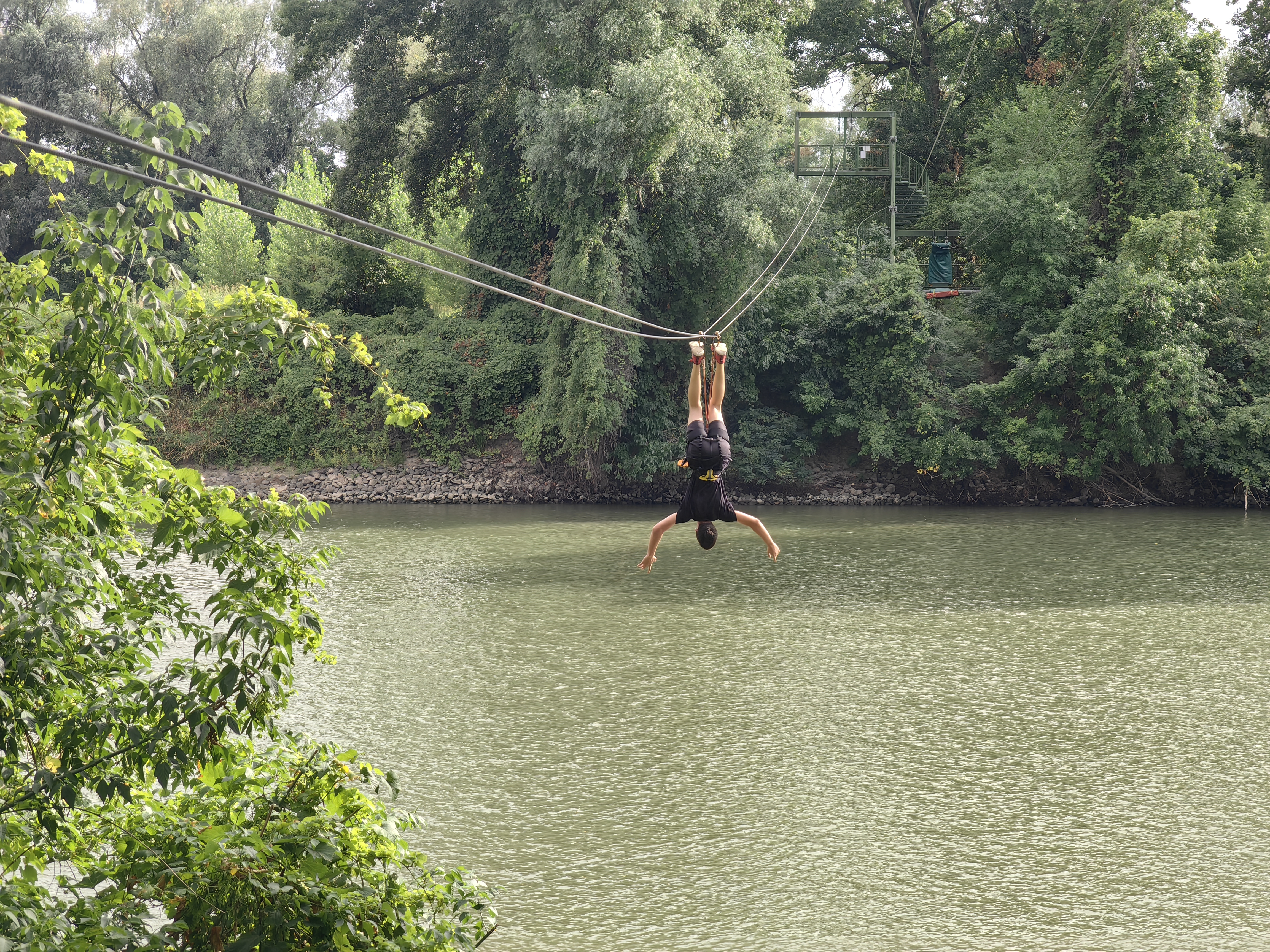
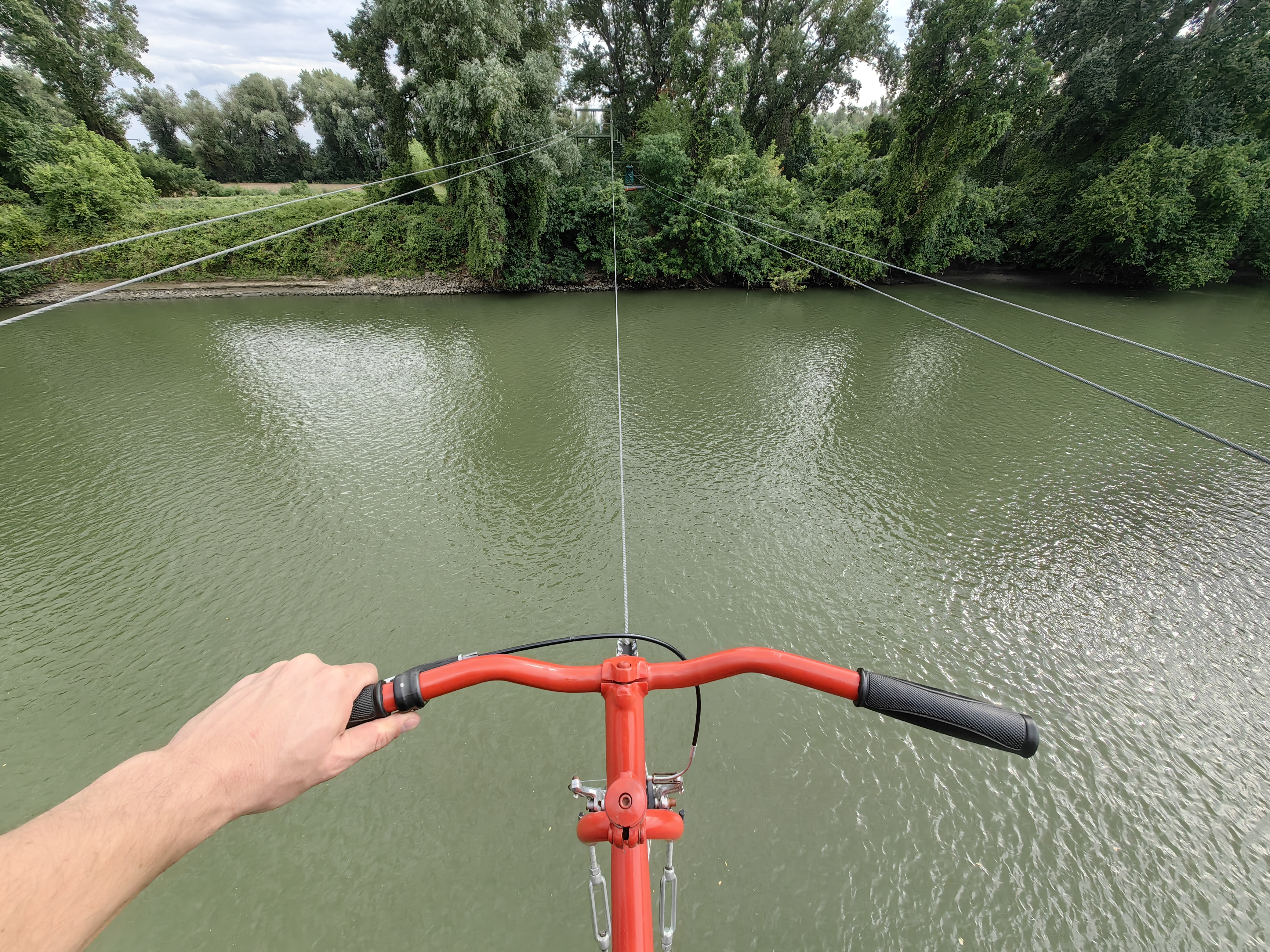